# Die Schöne und das Biest (1991)
Die Schöne und das Biest (Originaltitel: Beauty and the Beast) ist der 30. abendfüllende Zeichentrickfilm der Walt-Disney-Studios und erschien im Jahr 1991. Er basiert lose auf dem gleichnamigen Volksmärchen aus Frankreich und feierte seine Premiere am 29. September 1991 beim New York Film Festival, bevor er am 22. November 1991 landesweit in die Kinos der USA und Kanadas kam. In den deutschsprachigen Ländern startete Die Schöne und das Biest ein Jahr später, am 26. November 1992 in den Kinos.
Zu dem Film gibt es zwei weitere Teile, die sich zeitlich innerhalb der Zeitspanne, die Belle beim Biest im Schloss verbringt, ansiedeln (so genannte Midquels). Diese sind Die Schöne und das Biest – Weihnachtszauber aus dem Jahr 1997 und Belles zauberhafte Welt aus dem Jahr 1998. 2017 erschien mit dem Realfilm Die Schöne und das Biest eine Neuinterpretation.

## Handlung
Ein Erzähler berichtet über einen oberflächlichen jungen Prinzen, der vor langer Zeit in einem prachtvollen Schloss lebte. Während einer Winternacht erschien eine alte Bettlerin an den Toren des Palastes und bat um Schutz vor der bitteren Kälte. Als Dank dafür bot sie dem Prinzen eine Rose an. Doch der Prinz belächelte das Geschenk nur und schickte die alte Frau fort. Sie ermahnte ihn mehrmals, sich nicht von ihrer äußeren Erscheinung täuschen zu lassen, denn wahre Schönheit komme von innen. Dennoch blieb er ungnädig, bis sie sich in eine schöne Zauberin verwandelte. Alle Entschuldigungsversuche des Prinzen scheiterten: Er hatte der Zauberin bewiesen, dass er herzlos ist. Deshalb belegte sie sein Schloss mit einem Fluch, verwandelte sämtliche Bewohner und machte aus dem Prinzen ein abstoßendes Biest. Er erhielt jedoch einen verzauberten Spiegel, in den folgenden Jahren sein einziges Fenster zur Außenwelt. Der Fluch könne nur gebrochen werden, wenn er es bis zu seinem 21. Geburtstag schaffte, eine Frau aufrichtig zu lieben und ihre Liebe zu erringen, bevor die magische Rose verblüht. Ansonsten müsse er diese furchtbare Gestalt für immer beibehalten.
Es wird übergeblendet zu dem schönen Mädchen Belle, das sich inmitten seiner engstirnigen Dorfgemeinschaft nicht wohl fühlt. In ihren Büchern versunken, träumt sie davon, eines Tages die Welt zu entdecken. Dies stößt vor allem bei dem eitlen, aber hochgeachteten Gasthausbesitzer und Meisterschützen Gaston auf Unverständnis: Er meint, Frauen sollten nicht lesen, sondern lieber Hausarbeiten verrichten und den Ehemännern zu Diensten sein. Trotzdem möchte er Belle unbedingt heiraten, weil sie seiner Meinung nach das schönste Mädchen im Dorf ist und er selbst „nur das Beste“ verdient. Belle wiederum jedoch findet sein aufdringliches Verhalten und seine Arroganz unerträglich.
Der einzige Mensch, der Belle wirklich etwas bedeutet, ist ihr Vater Maurice, ein bisher glückloser und schusseliger Erfinder, den die meisten Bewohner der Stadt für verrückt halten. Seine neueste Erfindung, eine Maschine zum Holzhacken, funktioniert jedoch und so macht er sich auf den Weg, sie auf dem Markt in der nächsten Stadt vorzustellen. Im dunklen Wald verirrt er sich aber und wird von Wölfen angegriffen, woraufhin sein Pferd durchgeht. Auf seiner Flucht entdeckt Maurice ein düsteres Schloss, in dem er Zuflucht sucht. Dort macht er zu seinem Erstaunen schnell Bekanntschaft mit den verzauberten Schlossbewohnern, nun lebenden Haushaltsgegenständen und Möbeln, die sich äußerst zuvorkommend um ihn bemühen. Als er sich gerade vor dem Kamin wärmen will, erscheint das Biest, das Maurice jähzornig ergreift und ihn in den Kerker sperrt.
Im Dorf hat Gaston derweil schon alles für eine Hochzeit mit Belle vorbereitet, noch bevor er ihr überhaupt einen Antrag gemacht hat. Belle lässt ihn schmachvoll abblitzen. Nachdem Maurices Pferd ohne Vater und Karren zurückgekehrt ist, macht sich Belle große Sorgen um Maurice und lässt sich schließlich von dem Pferd zum Schloss bringen. Dort angekommen, findet sie im Kerker Maurice vor, der sie inständig bittet, sofort zu fliehen. Doch das Biest hat Belles Anwesenheit schon bemerkt und redet aus dem Schatten heraus mit ihr. Sie fleht es an, ihren Vater freizulassen, aber das Biest lässt sich nicht erweichen. Schließlich bietet sich Belle, gegen den Willen ihres Vaters, zum Tausch an und verspricht dem Biest, für immer im Schloss zu bleiben, wenn es ihren Vater gehen lässt. Daraufhin tritt das Biest ins Licht und Belle erblickt seine schreckliche Gestalt. Trotzdem bestätigt sie ihr Versprechen und ergibt sich ihrem Schicksal, während ihr Vater gewaltsam aus dem Schloss befördert wird.
Währenddessen sitzt ein gekränkter Gaston im Wirtshaus und beklagt seinen Gesichtsverlust. Doch die Männer des Dorfes, die alle so stark, groß und angesehen sein wollen wie er, muntern ihn wieder auf, so dass er zu seiner gewohnten Eitelkeit zurückkehrt. Kurz darauf stürmt Maurice in das Wirtshaus auf der Suche nach Menschen, die ihm helfen, Belle zu befreien. Seine Schilderungen des Biests stoßen aber nur auf Spott und so wird er hinausgeworfen. Während die Gäste sich über Maurice lustig machen, kommt Gaston eine arglistige Idee, wie er Belle doch noch zu seiner Frau machen könnte.
Im Schloss sind die verzauberten Bewohner in heller Aufregung, weil sie in Belle das Mädchen sehen, das den Fluch brechen könnte. Sie überreden das Biest, sie wie einen Gast einzuquartieren und versuchen ebenso, Belle zu beruhigen. Doch zwischen Belle und Biest verhärten sich die Fronten, als das Biest sie auffordert, mit ihm zu Abend zu essen und Belle sich gekränkt weigert. Erst in der Nacht verlässt sie ihr Zimmer und betritt einen Raum im Westflügel, den ihr das Biest zuvor eigentlich verboten hatte. Das Gemach ist völlig verwüstet, doch Belle entdeckt dort die magische Rose, die bereits begonnen hat zu welken. Das Biest erwischt sie und wirft sie, rasend vor Wut, aus dem Raum, worauf Belle ihr Versprechen bricht und aus dem Schloss flüchtet. Im Wald wird sie, wie schon zuvor Maurice, von Wölfen angegriffen, doch im letzten Moment kommt das Biest zu ihrer Rettung und wird im Kampf verletzt. Belle bringt es wieder ins Schloss und pflegt es gesund.
Im Folgenden verändert sich das Biest: Es verliebt sich nach und nach in Belle und schenkt ihr zu ihrer Begeisterung die gewaltige Schlossbibliothek. Belle wiederum ist angetan von seinem neuen, charmanteren Wesen. Sie erfährt ein wenig über die Vergangenheit des Biests und warum es so verbittert ist. Langsam kommen die beiden sich näher. Am Vortag des 21. Geburtstags des Biests bemühen sich nun alle Schlossbewohner, diese letzte Chance zu nutzen. Belle und das Biest verbringen einen romantischen Abend und tanzen gemeinsam im opulenten Ballsaal. Bevor das Biest ihr allerdings seine Liebe gestehen kann, beichtet sie ihm, dass sie ihren Vater furchtbar vermisst. Das Biest gibt ihr daraufhin seinen Zauberspiegel, in dem Belle sieht, dass Maurice sich allein auf den Weg gemacht hat, um sie zu retten, und jetzt vollkommen entkräftet im Wald herumirrt. Das Biest lässt aus Liebe Belle zu ihrem Vater gehen und verspielt somit die wahrscheinlich letzte Chance, vom Fluch befreit zu werden.
Belle findet ihren Vater und bringt ihn nach Hause, wo schon Gaston bereitsteht, um seinen Plan auszuführen: Er hat Monsieur D'Arque, den Leiter einer Nervenheilanstalt, bestochen, damit er Maurice wegen seines „irren Gefasels“ über das Biest einsperrt – es sei denn, Belle würde seine Frau. Belle weigert sich und beweist mit Hilfe des Zauberspiegels, dass ihr Vater nicht verrückt ist. Die Stadtbewohner geraten beim Anblick des Biests in Panik, was Gaston ausnutzt, um sie aufzustacheln. Gemeinsam mit vielen bewaffneten Männern macht er sich auf, das Biest zu töten und sperrt Belle und Maurice ein, damit sie das Biest nicht warnen können. Die beiden schaffen es aber dank Maurice’ Erfindung, sich zu befreien und eilen den Männern nach.
Im Schloss sind die Bewohner enttäuscht, nun doch nicht vom Fluch befreit zu werden. Als der aufgebrachte Mob in das Schloss eindringt, verteidigen sie es mit all ihrer Kraft. Nur das Biest will nicht mitkämpfen, weil es ohne Belle all seine Hoffnung verloren hat. Die Bewohner können alle Angreifer abwehren bis auf Gaston, der sich in den Westflügel vorkämpft und das Biest dort stellt. Dieses wehrt sich kaum gegen seinen Angriff, bis Belle vor dem Schloss auftaucht und das Biest neue Hoffnung schöpft. Gaston und das Biest kämpfen auf dem Schlossdach miteinander. Als das Biest die Oberhand gewinnt, fleht Gaston um sein Leben und das Biest lässt ihn frei. Als das Biest sich Belle zuwendet, rammt ihm Gaston ein Messer in den Rücken. Als Gaston ein zweites Mal zustechen will, stürzt er vom Dach und fällt in eine tiefe Schlucht in den Tod.
Das Biest, froh, Belle wenigstens noch einmal sehen zu dürfen, stirbt in ihren Armen, worauf Belle ihm ihre Liebe gesteht, nur Augenblicke, bevor das letzte Blatt der Rose fällt. In diesem Moment wird das Biest in den schönen Prinzen zurückverwandelt und ist wieder unversehrt. Belle erkennt ihr geliebtes Biest an seinen Augen und durch einen Kuss werden nun auch alle Gegenstände wieder zurück in Menschen verwandelt. Auch das Schloss wird wieder genauso strahlend und schön wie damals. Die Geschichte endet mit einer Hochzeit im Ballsaal, bei der alle Schlossbewohner sowie Belles Vater anwesend sind.

## Charaktere
BelleBelle ist die intelligente, wunderschöne Tochter eines Erfinders. Mit ihrem fortschrittlichen Denken, ihrer Liebe zu Büchern und ihrem Freiheitsdrang passt sie nicht in die konservative Stadtgemeinschaft. Zuerst hasst sie das Biest, aber dann schafft sie es, hinter die hässliche Fassade zu blicken.
Biest/Prinz AdamWegen seiner Kaltherzigkeit wird der Prinz zur Strafe in ein hässliches Biest verwandelt. Dieses ist größer und stärker als ein normaler Mensch und vollkommen mit Fell bedeckt. Das Biest findet sich selbst so abstoßend, dass es sich nicht vorstellen kann, jemals den Fluch zu brechen. Aus dieser Hoffnungslosigkeit heraus ist es zunächst jähzornig, gewalttätig und grausam, bis seine Liebe zu Belle es verändert. Sein echter Name – Adam – wird im Film kein einziges Mal genannt.
MauriceBelles Vater, ein verschrobener Erfinder, den die anderen Stadtbewohner für verrückt halten. Gaston will ihn schließlich sogar in eine Anstalt einweisen lassen.
GastonGaston ist ein erfolgreicher Jäger, der attraktivste, stärkste und männlichste Mann der Stadt, daher wird er von allen Frauen angehimmelt und von den Männern bewundert. Er ist überaus selbstverliebt und eitel und möchte unbedingt Belle zur Frau, weil für ihn das schönste Mädchen der Stadt auch gleichzeitig das beste ist. Sie mag ihn jedoch nicht und weist seinen Antrag ab, was ihn schwer trifft, weil er Ablehnung nicht gewohnt ist. Später möchte er aus Eifersucht das Biest töten.
LefouGastons ständiger Begleiter. Lefou ist anders als Gaston trottelig und hässlich und bewundert diesen deshalb sehr (womit er ihn nur noch in seiner Eitelkeit bestärkt), obwohl Gaston gerne seine Wut an ihm auslässt und ihn auch ansonsten nicht sehr gut behandelt.
LumièreDer äußerst charmante Dreiarmleuchter war vor seiner Verwandlung Koch und Diener im Schloss. Er ist der Prototyp des romantischen französischen Kavaliers und gibt in dieser Funktion dem Biest viele Tipps, wie er Belles Herz erringen kann. Zusammen mit einem Staubwedel (vor der Verwandlung ein Dienstmädchen), mit dem er immer wieder kleine Techtelmechtel hat, ist er die einzige Person im Film, die mit einem französischen Akzent spricht und auch immer wieder Verweise auf die französische Kultur gibt (gutes Essen, Tanz und Musik). Lumière ist Französisch und bedeutet übersetzt „Licht“.
Von UnruhDer Haus- und Hofmeister wurde in eine kleine Stehuhr verwandelt, versucht aber auch in dieser Gestalt noch, jedem Befehle zu erteilen. Meistens werden diese von den anderen Hausbewohnern ignoriert, da er ängstlich ist und niemals etwas tun würde, was den Befehlen seines Herren, dem Biest, entgegenläuft. Er ist ein wenig aufgeblasen und streitet sich oft mit Lumière. In der deutschen Version weist sein Name auf eine deutsche oder österreichische Herkunft hin, im Original ist er aber ein versnobter Engländer mit dem Namen Cogsworth (was an Clockwork – Uhrwerk – angelehnt ist).
Madame PottineDie Teekanne ist die resolute Regentin über Küche, Geschirr und Besteck. Sie kümmert sich sehr mütterlich um Belle und setzt sich dabei auch mal über ein Verbot des Biests hinweg. Ihr Sohn Tassilo, ein kleines Teetässchen, setzt später Maurice’ Erfindung in Gang und befreit so Belle und Maurice.
TassiloSohn von Madame Pottine. Er ist eine kleine aufgeweckte Teetasse, die sich gegen Ende des Films in Belles Tasche versteckt, um sie dazu zu bewegen, in das Schloss des Biestes zurückzukehren.

## Synchronisation
Die deutsche Synchronisation des Films übernahm die Berliner Synchron AG in Berlin. Lutz Riedel schrieb das Dialogbuch und führte die Dialogregie, Andreas Hommelsheim übernahm die Musikalische Leitung.
| Rolle            | Englischer Sprecher    | Deutscher Sprecher                                         |
| Belle            | Paige O’Hara           | Jana Werner                                                |
| Biest            | Robby Benson           | Matthias Freihof                                           |
| Maurice          | Rex Everhart           | Alexander Herzog                                           |
| Gaston           | Richard White          | Engelbert von Nordhausen (Sprache) Peter Edelmann (Gesang) |
| Lefou            | Jesse Corti            | Santiago Ziesmer                                           |
| Monsieur D’Arque | Tony Jay               | Klaus Miedel                                               |
| Buchhändler      | Alvin Epstein          | Helmut Heyne                                               |
| Erzähler         | David Ogden Stiers     | Friedrich Schoenfelder                                     |
| Lumière          | Jerry Orbach           | Joachim Kemmer                                             |
| Von Unruh        | David Ogden Stiers     | Manfred Lichtenfeld                                        |
| Mdm. Pottine     | Angela Lansbury        | Ingeborg Wellmann                                          |
| Tassilo          | Bradley Michael Pierce | Timo Plümicke                                              |
| Mdm. Kommode     | Joanne Worley          | Christel Merian                                            |
| Staubwedel       | Kimmy Robertson        | Dorette Hugo                                               |
| Ofen             | Brian Cummings         | Tilo Schmitz                                               |

## Rezeption
Der Film gewann 1992 jeweils einen Oscar für den Besten Song und die Beste Filmmusik. Er war bis 2010 (Oben) der einzige animierte Film überhaupt, der für den Oscar in der Kategorie Bester Film nominiert wurde.
Er spielte 1991 insgesamt 146 Millionen US-Dollar ein, was ihn zum dritterfolgreichsten Film des Jahres machte, nur geschlagen von den Sommer-Blockbustern Terminator 2 – Tag der Abrechnung und Robin Hood – König der Diebe.
2002 wurde der Film in das National Film Registry aufgenommen, in dem als besonders erhaltenswert geltende US-Filme verzeichnet sind. Der Film gehört zudem laut dem American Film Institute zu den 25 bedeutendsten amerikanischen Musicalfilmen.

## Hintergrund
- Der Film wurde von Linda Woolverton von einer Geschichte von Roger Allers adaptiert, die auf der „Die Schöne und das Biest“-Version von Jeanne-Marie Leprince de Beaumont basiert.
- In diesem Film wurde in ordentlichem Umfang auf CGI gesetzt. Insbesondere die Tanz-Szene im Schloss und die Szene zum Lied „Sei hier Gast“ bestehen fast vollständig aus CGI, wobei bei dem Lied diese Technik auch im Vordergrund eingesetzt wurde.
- Nach einer Konvertierung in das Disney Digital 3-D-Format sollte Die Schöne und das Biest am 10. Juni 2010 auf die Kinoleinwand zurückkehren. Dieser Termin aber wurde von Disney auf unbestimmte Zeit verschoben. Allerdings erschien am 10. November 2011 die 3D-Fassung auf Blu-ray in Deutschland. In den USA startete die 3D-Fassung am 13. Januar 2012 in den Kinos.

## Lieder
Belles LiedUnsere Stadt: Das Eröffnungslied des Films. Belle macht sich auf den Weg zum Buchladen des Dorfes, wobei das ganze Dorf in das Lied mit einsteigt und Belles Gefühle beschreibt.
Belle RepriseGesungen von Belle, nachdem Gaston ihr einen Heiratsantrag gemacht hat. Belle redet sich dabei heraus, weil sie mehr vom Leben erwartet als ein Provinzleben, wie Gaston es ihr bieten würde.
Sei hier Gast(englisch Be Our Guest): Eine fantastische Darbietung der Schlossgegenstände am Abend, um Belle zu unterhalten.
GastonGastons Handlanger Lefou und die anwesenden Trinkgesellen feiern Gaston in der Dorfkneipe.
Gaston RepriseNachdem Maurice aus dem Schloss geflohen ist, um in der Kneipe im Dorf Hilfe zu suchen, erntet er vom Stadtvolk nur Gelächter. Hier kommt Gaston auf die Idee, Belle zu erpressen, indem er ihren Vater in eine psychiatrische Anstalt schickt, sollte sie ihn nicht heiraten.
Wer hätt’s gedacht(engl.: Something There): Gesungen von Belle und dem Biest, als sie Gefühle füreinander entwickeln.
Mensch wieder sein(engl.: Human Again): Die verwunschenen Bewohner des Palastes bereiten den Ballabend vor und träumen davon, wieder Mensch zu sein. Diese Szene wurde nachsynchronisiert. (Nur auf der Deluxe-DVD)
Die Schöne und das Biest(engl.: Beauty and the Beast, auch Tale As Old As Time): Gesungen von Mdm. Pottine, als Belle und das Biest im Ballraum des Schlosses tanzen.
Tod dem Biest(engl.: The Mob Song): Gesungen von den Dorfbewohnern auf ihrem Weg zum Schloss, um das Biest zu töten.

## Auszeichnungen
- 2002: Aufnahme in das National Film Registry
- 1993: ASCAP Film and Television Music Award für Alan Menken und Howard Ashman für den Besten Song*
- 1993: Goldene Leinwand
- 1992: Grammy für Celine Dion und Peabo Bryson für Best Pop Performance By a Duo or Group With Vocal*
- 1992: Grammy für Richard Kaufman und die Nürnberger Symphoniker für Best Pop Instrumental Performance*
- 1992: Grammy für Alan Menken für Best Instrumental Composition Written for a Motion Picture or for Television*
- 1992: Grammy für Howard Ashman und Alan Menken für Best Song Written Specifically for a Motion Picture or for Television*
- 1992: Oscar für Alan Menken für die Beste Filmmusik
- 1992: Oscar für Alan Menken und Howard Ashman für den Besten Song*
- 1992: Annie Award für den Besten Animierten Film
- 1992: BMI Film Music Award für Alan Menken
- 1992: Golden Globe Award für die/das Besten/Beste Comedy/Musical
- 1992: Golden Globe für Alan Menken für die Beste Filmmusik
- 1992: Golden Globe für Alan Menken und Howard Ashman für den Besten Song*
- 1991: Los Angeles Film Critics Association Award in der Kategorie Best Animation

* für „Beauty and the Beast“ 

## Video- und DVD-Veröffentlichungen
- 1997 wurde eine Fortsetzung mit dem Titel Die Schöne und das Biest: Weihnachtszauber direkt für den Videomarkt produziert. Ein Jahr darauf wurde mit Belles zauberhafte Welt ein dritter Teil der Reihe inszeniert.

- Für die Wiederveröffentlichung als Teil der Platinum Reihe auf DVD am 1. Januar 2002 wurde Die Schöne und das Biest digital bearbeitet und etwas neu geschnitten. Für diese Version des Films, bei der ein paar Animationen aufpoliert wurden, technisch wie auch zeichnerisch, wurde im zweiten Akt des Filmes eine neue Sequenz zum ausgelassenen Song „Human Again“ hinzugefügt. Die Szene wurde mit neuer Besetzung, darunter Roland Hemmo als Herr von Unruh und Thomas Fritsch als Lumière, nachsynchronisiert, da die ursprünglichen Sprecher, Manfred Lichtenfeld und Joachim Kemmer, zu dem Zeitpunkt bereits verstorben waren. Als Special Edition wurde die 2-Disc Platinum Edition am 8. Oktober 2002 veröffentlicht. Diese Version enthält bei den Extras u. a. ein Making of, welches nur auf dieser Version enthalten ist.

- Am 4. November 2010 wurden die Kinoversion und die Neuversion in einer gemeinsamen DVD- und Blu-Ray-Ausgabe als Diamond Edition neu veröffentlicht. Dieses Set beinhaltet 3 Discs: „Hauptfilm+Extras“-, „Bonus“-, „Hauptfilm-DVD“-Disc

- Am 10. November 2011 wurde die 3D-Version als Diamond Edition auf Blu-ray 3D veröffentlicht, zusammen mit der Filmdisc der letztjährigen Blu-ray-Diamond-Ausgabe. Die „Bonus“-Disc ist im 3D-Set nicht enthalten. Es wurde, ähnlich wie beim König der Löwen, die Kinofassung in 3D konvertiert, die Special Edition mit der zusätzlichen Szene aber nicht. Das rührt daher, weil die Macher eher den Kinoschnitt bevorzugen, und auch die späteren Wiederaufführungen wieder den Ursprungsschnitt hatten.